# Saint-Paul-de-Fourques
Saint-Paul-de-Fourques település Franciaországban, Eure megyében. Lakosainak száma 268 fő (2022. január 1.). Saint-Paul-de-Fourques Bosrobert, Saint-Éloi-de-Fourques, Le Bosc-du-Theil és La Neuville-du-Bosc községekkel határos.

## Népesség
A település népessége az elmúlt években az alábbi módon változott:
| Lakosok száma | 124  | 114  | 156  | 203  | 290  | 295  | 294  | 282  | 277  | 268  |
|               | 1968 | 1982 | 1990 | 2006 | 2013 | 2015 | 2017 | 2019 | 2020 | 2022 |